# Mistrzostwa Europy w Lekkoatletyce 1971 – bieg na 1500 m mężczyzn

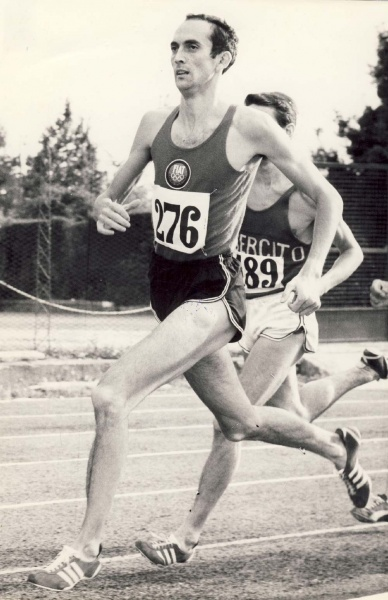
Francesco Arese

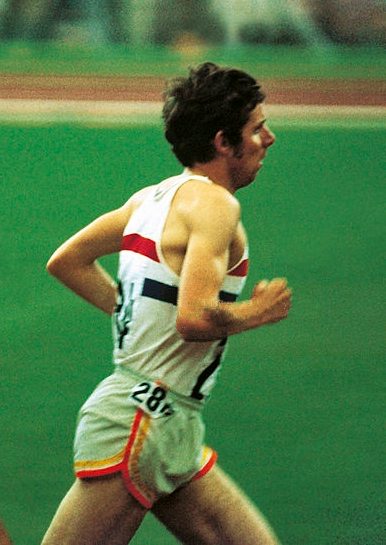
Brendan Foster

Bieg na dystansie 1500 metrów mężczyzn był jedną z konkurencji rozgrywanych podczas X Mistrzostw Europy w Helsinkach. Biegi eliminacyjne zostały rozegrane 13 sierpnia, a bieg finałowy 15 sierpnia 1971 roku. Zwycięzcą tej konkurencji został reprezentant Włoch Francesco Arese. W rywalizacji wzięło udział trzydziestu dwóch zawodników z dziewiętnastu reprezentacji.

## Rekordy
| Rekord świata     | Jim Ryun (USA)     | 3:33,1  | Los Angeles, Stany Zjednoczone | 08.07.1967 |
| Rekord Europy     | Jean Wadoux (FRA)  | 3:34,0  | Colombes, Francja              | 23.07.1970 |
| Rekord mistrzostw | John Whetton (GBR) | 3:39,45 | Ateny, Grecja                  | 20.09.1969 |

## Wyniki

### Eliminacje
Bieg 1
| Miejsce | Zawodnik              | Czas   | Uwagi |
| ------- | --------------------- | ------ | ----- |
| 1       | Wołodymyr Pantelej    | 3:42,2 | Q     |
| 2       | Henryk Szordykowski   | 3:42,3 | Q     |
| 3       | Jean-Pierre Dufresne  | 3:42,5 | Q     |
| 4       | Brendan Foster        | 3:42,8 | Q     |
| 5       | Atanas Atanasow       | 3:43,3 |       |
| 6       | Antonio Burgos        | 3:43,3 |       |
| 7       | Knut Kvalheim         | 3:43,7 |       |
| 8       | Renzo Finelli         | 3:43,9 |       |
| 9       | Gilbert Van Manshoven | 3:45,0 |       |
| 10      | Tom Hansen            | 3:46,3 |       |
| 11      | Fernando Mamede       | 3:49,3 |       |

Bieg 2
| Miejsce | Zawodnik           | Czas   | Uwagi |
| ------- | ------------------ | ------ | ----- |
| 1       | Jacky Boxberger    | 3:43,6 | Q     |
| 2       | Pekka Vasala       | 3:43,6 | Q     |
| 3       | Haico Scharn       | 3:43,7 | Q     |
| 4       | Wiktor Siemiaszkin | 3:43,7 | Q     |
| 5       | André Dehertoghe   | 3:43,7 |       |
| 6       | Frank Murphy       | 3:44,0 |       |
| 7       | Peter Stewart      | 3:45,0 |       |
| 8       | Slavko Koprivica   | 3:48,9 |       |
| 9       | Jerzy Maluśki      | 3:53,7 |       |
| 10      | Aurelio Falero     | 4:01,3 | NR    |
| 11      | Gianni Del Buono   | 4:01,8 |       |

Bieg 3
| Miejsce | Zawodnik            | Czas   | Uwagi |
| ------- | ------------------- | ------ | ----- |
| 1       | Paul-Heinz Wellmann | 3:51,8 | Q     |
| 2       | Francesco Arese     | 3:52,1 | Q     |
| 3       | John Kirkbride      | 3:52,6 | Q     |
| 4       | Gerd Larsen         | 3:52,7 | Q     |
| 5       | Jan Prasek          | 3:52,8 |       |
| 6       | Robert Leborgne     | 3:53,3 |       |
| 7       | Bram Wassenaar      | 3:54,2 |       |
| 8       | Pavel Pěnkava       | 3:55,2 |       |
| 9       | Michaił Żełobowski  | 3:55,6 |       |
| 10      | Mehmet Tümkan       | 3:57,4 |       |

### Finał
| Miejsce | Zawodnik             | Czas    | Uwagi |
| ------- | -------------------- | ------- | ----- |
| 1       | Francesco Arese      | 3:38,43 | CR    |
| 2       | Henryk Szordykowski  | 3:38,73 |       |
| 3       | Brendan Foster       | 3:39,24 |       |
| 4       | John Kirkbride       | 3:39,48 |       |
| 5       | Jacky Boxberger      | 3:39,57 |       |
| 6       | Jean-Pierre Dufresne | 3:40,68 |       |
| 7       | Paul-Heinz Wellmann  | 3:40,78 |       |
| 8       | Haico Scharn         | 3:40,92 |       |
| 9       | Pekka Vasala         | 3:41,49 |       |
| 10      | Wołodymyr Pantelej   | 3:42,90 |       |
| 11      | Wiktor Siemiaszkin   | 3:44,18 |       |
| 12      | Gerd Larsen          | 3:45,68 |       |